# Vento máximo sustentado
Vento máximo sustentado é o vento continuo num intervalo de tempo. Este termo é empregado mais frequentemente em ciclones tropicais como indicador da intensidade da tempestade. Diferentemente das rajadas, estes ventos são medidos obtendo-se a velocidade de vento média num intervalo de tempo fixo. Os ventos máximos sustentados são os maiores valores da média da velocidade do vento neste intervalo de tempo. No caso de ciclones tropicais, o intervalo de tempo varia conforme a bacia. O intervalo de tempo geralmente varia entre 1 e 10 minutos. Estes ventos são medidas remotamente por satélites. Estações meteorológicas, navios e aviões de reconhecimento também são úteis, quando disponíveis, na determinação do valor do vento máximo sustentado.
Muitas agências meteorológicas seguem a recomendação da Organização Meteorológica Mundial (OMM), que define o vento máximo sustentado como a média das medidas da velocidade do vento em 10 minutos, a 10 m acima da superfície do oceano. No entanto, as instituições estadunidenses utilizam os valores do vento máximo sustentado num intervalo de 1 minuto.
No caso da obtenção do valor do vento máximo sustentado seja por meio de satélites, usa-se frequentemente a técnica Dvorak, que considera a variação da temperatura entre o olho e a parede do olho de um sistema tropical. Quando o ciclone tropical se aproxima da costa, radares Doppler também são úteis para avaliar o vento máximo sustentado. Utiliza-se o vento máximo sustentado para categorizar os ciclones tropicais quanto a intensidade, como o caso da escala de furacões de Saffir-Simpson. Em geral, os ventos máximos sustentados são de 30 a 40% inferiores às rajadas mais fortes de vento.